# Ursulines de Jésus
Les Ursulines de Jésus (en latin : Congregatio Sororum Ursulinarum a Iesu) forment une congrégation religieuse féminine enseignante et hospitalière de droit pontifical.

## Histoire
La congrégation, appelée à l'origine Filles du Verbe Incarné, est fondée à Chavagnes-en-Paillers (Vendée) le 2 juillet 1802 par Louis-Marie Baudouin et Charlotte-Gabrielle Ranfray, en religion Mère Saint-Benoît, pour l'instruction des filles et le soin des malades à domicile. Jean-François de Demandolx, évêque de La Rochelle (dont l'actuel diocèse de Luçon dépend alors) reconnaît la congrégation en 1804. Le 11 juillet de la même année, les premières novices font leur profession religieuse.
Le titre originel de l'institut est changé en Ursulines de Chavagnes par Gabriel-Laurent Paillou, évêque de La Rochelle, pour profiter d'un décret impérial de 1806 qui autorise les congrégations d'Ursulines, mais Jean-Étienne-Marie Portalis, ministre des cultes ne donne qu'une autorisation provisoire. L'évêque essaie de nouveau en 1816 auprès du gouvernement de Louis XVIII mais il obtient le même résultat. C'est le 28 mai 1826 que la congrégation est approuvée civilement par Charles X.
En France, la congrégation est d'abord présente à l'Ouest dans les diocèses de Luçon, Angers, Nantes, La Rochelle et Poitiers (sud du Pays de la Loire et nord de la Nouvelle-Aquitaine) puis s'implante dans les diocèses de Bourges, Fréjus, Nice, Carcassonne et Paris. Les dernières fondations sont dans le Nord (1905) et la Bourgogne (1969).
En 1828, le prêtre écossais James Gillis (en) est envoyé en France par le vicaire apostolique de l'Est écossais (aujourd'hui archidiocèse de Saint Andrews et Édimbourg car la hiérarchie épiscopale n'est rétablie en Écosse qu'en 1898) pour intéresser les évêques de France face aux difficultés de l'Église catholique d'Écosse. Cet émissaire fait une retraite à l'abbaye trappiste de Bellefontaine où il rencontre René-François Soyer, évêque de Luçon, qui lui parle des Ursulines de Jésus. Gillis décide de faire venir la congrégation en Écosse mais la révolution de Juillet puis la guerre de Vendée retarde le projet.
À l'époque, il n'existe pas encore d'institut religieux catholique en Écosse, il est donc prévu que la congrégation devienne indépendante de Chavagnes pour éviter l'opposition du gouvernement anglais. Gillis demande à Louis-Marie Baudouin d’accepter Agnès Trail et Margaret-Theresa Clapperton comme postulantes à Chavagnes. Lorsque ces écossaises terminent leur noviciat, elles partent avec neuf sœurs françaises pour Édimbourg où elles arrivent le 22 août 1834. Elles dédient leur couvent à la sainte reine Marguerite, patronne de l'Écosse. L'année suivante, elles ouvrent un petit hôpital et des écoles. L'institut devient ainsi la 1re congrégation religieuse en Écosse depuis la Réforme écossaise.
En 1882, les sœurs s'installent en Espagne. Lors des expulsion de congrégations en 1902 par le gouvernement français, les sœurs se sécularisent ou partent à l'étranger, d'abord en Italie (1903), puis les Pays-Bas (1904), Irlande (1906), Canada et États-Unis (1911). Plus tard, c'est le Maroc (1938), Cameroun (1952), Chili (1953), Nigeria (1973), Bolivie (1977) et Équateur (1994).
L'institut reçoit le décret de louange le 30 juin 1877 et il est définitivement approuvé par le Saint-Siège le 7 juin 1926.

## Fusions
Plusieurs instituts ont fusionné avec les Ursulines de Jésus: 
- 1822 : Les Ursulines de Luçon fondées le 18 octobre 1631 par quatre Ursulines de Niort, avec l'accord du 30 juillet de la même année, d'Emery de Bragelongne, évêque de Luçon[12]. Le 8 octobre 1635, elles achètent un bâtiment qu'elles occupent jusqu'à la révolution[13]. Onze d'entre elles refusent de prêter serment à la constitution civile du clergé et meurent dans les prisons de Celles, Fontenay-le-Comte, Niort et Noirmoutier en 1793-1794[14]. En 1801, une des ursulines, la Mère Aimée de Sainte-Marie, reconstitue le couvent de Luçon avec sept religieuses. Elles ouvrent un pensionnat et une école. En 1813, les Ursulines de Boisgrolland fusionnent avec elles[15].
  - Les Ursulines de Boisgrolland fondées le 17 mars 1804 par Marie-Louise de Lézardière (1758-1828) à l'abbaye de Bois-Grolland dans le but de restaurer la vie monastique avec d'anciennes religieuses dispersées par la Révolution. Marie-Louise est nommé supérieure, sous le nom de Mère Sainte-Angèle, par Gabriel-Laurent Paillou, évêque de La Rochelle. La congrégation fonde une maison en 1809 à La Roche-sur-Yon qui devient autonome en 1813[16].
- 1828 : Les Sœurs de Sainte-Marthe de Saint-Pierre-d'Oléron.
- 1829 : Les Ursulines de La Roche-sur-Yon fondées le 10 novembre 1813 par Mère Sainte-Colette d'une scission avec les Ursulines de Boisgrolland[16],[17].
- 1835 : Les Ursulines de La Rochelle.
- 1889 : Les Sœurs de Notre-Dame de la Présentation de Lorgues issues d'une scission avec les sœurs de Notre-Dame de la Présentation de Manosque fondées le 6 janvier 1818 à Manosque par l'abbé Jean Joseph Proal (1788-1837) et Madeleine Jaussaud (1787-1840) en religion mère sainte Thérèse, dans le but d'instruire les jeunes filles au sein d'un pensionnat. L'institut est approuvé le 6 septembre 1823 par Bienvenu de Miollis, évêque de Digne et reconnu par ordonnance royale du 7 juin 1826. Le fondateur donne la règle de saint Augustin à la congrégation et rédige les constitutions qui sont approuvées le 29 janvier 1828 par l'évêque de Digne. Une communauté est fondée à Lorgues en 1837[18]qui se détache de Manosque et devient autonome. En 1859, la maison de Lorgues comptait 30 religieuses et 100 pensionnaires. En 1889, les Dames de Notre-Dame de la Présentation de Lorgues fusionnent avec les Ursulines de Jésus[19].
- 1920 : Les Ursulines de l'Incarnation d'Édimbourg fondées le 22 août 1834 par des Ursulines de Jésus mais autonome de Chavagnes pour éviter l'opposition du gouvernement anglais à une époque où la hiérarchie épiscopale n'est pas encore rétablie. Elle est donc la 1re congrégation religieuse en Écosse depuis la Réforme écossaise[9].
- 1937 : Les Ursulines de Troyes fondées en 1750 par Gilbert Gaspard de Montmorin, évêque de Langres pour l'instruction des enfants, le service des hôpitaux et la visite des malades à domicile. C'est la raison pour laquelle il n'impose pas la clôture tout en donnant aux religieuses la règle des Ursulines. La maison-mère est placée à Mussy-sur-Seine où les évêques de Langres avaient un château. À l'époque de la Révolution française, la congrégation naissante a des établissements dans plusieurs petites villes du diocèse de Langres[20]. En 1806, une sœur essaie de rétablir la congrégation mais la ville de Mussy-sur-Seine où se trouvait la maison-mère est maintenant dans le diocèse de Troyes, celui de Langres ayant été supprimé le 29 novembre 1801 par la bulle Qui Christi Domini du pape Pie VII. Elle fait donc appel à Louis-Apollinaire de La Tour du Pin-Montauban, évêque de Troyes qui restaure la congrégation et transfère la maison-mère à Troyes. Elle est approuvée sous le nom d'Ursulines hospitalières, sœurs de l'instruction chrétienne, par un décret impérial du 14 décembre 1810[21].
- 2016 : Les Sœurs de l'Immaculée-Conception de Niort fondées le 8 décembre 1854 (jour même de la promulgation du dogme de l’Immaculée Conception par Pie IX) par le Père François-Donatien Pécot (1815-1883), fils de Marie Immaculée[22]pour l'instruction de la jeunesse et l'enseignement des adultes par des écoles du dimanche[23]. En 1952, elles ouvrent une maison à Madagascar[24]. Elles sont absorbées par les Ursulines de Jésus par le décret de fusion signé à Rome le 31 mai 2016[25].
  - Les Filles du Saint et Immaculé Cœur de Marie fondées en 1821 à Niort par Jeanne Maichin (1796-1865) en religion Mère Marie de Saint-Pacôme avec sa sœur Marie (Marie de la Trinité) pour instruire les filles pauvres et prendre soin des orphelines. Elles prononcent leur vœux et prennent l'habit religieux en 1833. La congrégation est civilement autorisée le 7 décembre 1853[23],[26],[27]. Elles fusionnent avec l’Immaculée Conception de Niort le 24 janvier 1954[28].

## Activité et diffusion

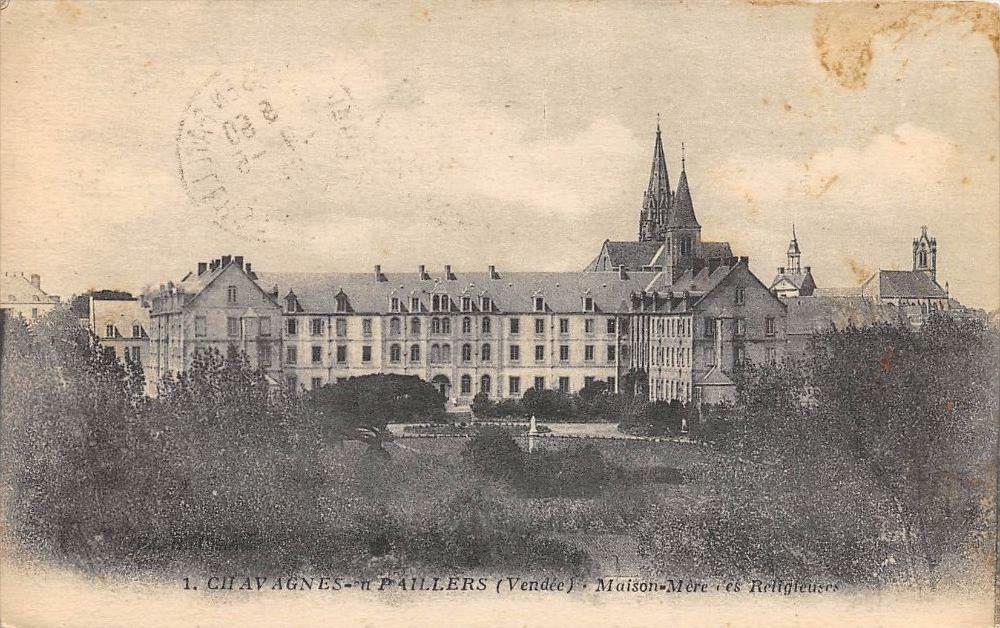
Maison-mère des Ursulines de Jésus, à Chavagnes.

Les Ursulines de Jésus se consacrent à diverses œuvres d’éducation et de santé.
Elles sont présentes en:
- Europe : France, Espagne, Irlande, Italie, Royaume-Uni.
- Amérique : Bolivie, Canada, Chili.
- Afrique : Cameroun, Madagascar.

La maison-mère est à Chavagnes-en-Paillers.
En 2017, la congrégation comptait 517 sœurs dans 84 maisons.